# Triterpenă
Triterpenele alcătuiesc o clasă de compuși organici compuși din trei unități terpenice, având formula moleculară C30H48. În același mod, pot fi considerate ca fiind alcătuite din șase unități de izopren. Triterpenele sunt produși ai metabolismului la fungi, plante și animale, iar cel mai important exemplu este scualena, reprezentând baza pentru biosinteza steroizilor.

## Structuri triterpenice
Triterpenele se găsesc într-o mare varietate de structuri, astfel că există aproximativ 200 de catene diferite identificate din surse naturale sau în cadrul proceselor enzimatice. Acestea se pot clasifica în funcție de numărul de nucleele pe care le conțin, astfel că cele mai numeroase structuri sunt ce hexaciclice.
| Număr de nuclee | Exemple                                             |
| --------------- | --------------------------------------------------- |
| 0               | Scualenă                                            |
| 1               | Achileol A                                          |
| 2               | Polipodatetraenă                                    |
| 3               | Malabarican                                         |
| 4               | Lanostan, Cucurbitacin                              |
| 5               | Hopan, acid ursolic, acid betulinic, acid oleanolic |